# Silver Springs Shores
Silver Springs Shores är en ort (CDP) i Marion County, i delstaten Florida, USA. Enligt United States Census Bureau har orten en folkmängd på 6 539 invånare (2010) och en landarea på 12,4 km².